# Шуто, Розана
Розана Шуто была первой женщиной, избранной главой племени Бобра, клана коренных американцев, осейджей, в Оклахоме, в 1875 году, после смерти её дяди.
Через год после её избрания Шото заявила: «Я думаю, что моё племя слушается меня лучше, чем мужчину».

## В популярной культуре
Она изображена (её имя неправильно написано как Роза) в арт-инсталляции Джуди Чикаго «Званый ужин».